# شبه‌فلز
|   | ۱۳           | ۱۴          | ۱۵          | ۱۶          | ۱۷         |
| - | ------------ | ----------- | ----------- | ----------- | ---------- |
| ۲ | B بور        | C کربن      | N نیتروژن   | O اکسیژن    | F فلوئور   |
| ۳ | Al آلومینیوم | Si سیلیسیوم | P فسفر      | S گوگرد     | Cl کلر     |
| ۴ | Ga گالیوم    | Ge ژرمانیوم | As آرسنیک   | Se سلنیوم   | Br برم     |
| ۵ | In ایندیوم   | Sn قلع      | Sb آنتیموان | Te تلوریوم  | I ید       |
| ۶ | Tl تالیوم    | Pb سرب      | Bi بیسموت   | Po پولونیوم | At استاتین |

شبه‌فلز یا فلزوار (به انگلیسی: Metalloid) عنوانی برای طبقه‌بندی عناصر شیمیایی است که به عناصری گفته می‌شود که خواصشان میان فلز و نافلز است. به‌طور کلی خواص فیزیکی شبه‌فلزات بیشتر شبیه به فلزات و خواص شیمیایی آن‌ها مانند نافلزات است. برای مثال، شبه‌فلز سیلیسیم که در گروه ۱۴ و دورهٔ ۳ جدول تناوبی قرار دارد، سطح صیقلی و براق دارد، رسانایی الکتریکی کم اما رسانایی گرمایی بالایی دارد. این عنصر اما بر اثر ضربه، خرد می‌شود و چکش‌خوار نیست و در واکنش با اتم‌های دیگر، فقط الکترون به اشتراک می‌گذارد.
هشت شبه‌فلز شناخته‌شده معمولاً بور، سیلیسیم، ژرمانیم، آرسنیک، آنتیموان ، تلوریم و پولونیم و استاتین هستند. البته با توجه به تعریف گنگ و نامفهوم این دسته از مواد، ممکن است در منابع و کتاب‌های مختلف، تعداد و نوع شبه‌فلزات، متفاوت باشد.

## ویژگی‌ها
تعریف معینی برای شبه‌فلزها وجود ندارد اما چند ویژگی زیر مشخصهٔ آن‌ها است:
- شبه‌فلزها سطح صیقلی و براق دارند.
- در اثر ضربه خرد می‌شوند و می‌شکنند، بنابراین چکش‌خوار نیستند.
- رسانایی گرمایی متوسط و رسانایی الکتریکی کمی دارند. البته با افزایش دما، رسانایی الکتریکی‌شان افزایش می‌یابد و به همین جهت در ساخت ترانزیستورها و قطعات الکتریکی در مدار وسایل الکتریکی از آن‌ها استفاده می‌شود.
- در واکنش با سایر اتم‌ها، الکترون به اشتراک می‌گذارند.

## خواص فیزیکی متالوئیدها
متالوئیدها ترکیبی از خواص فلزات و نافلزات را دارند. خواص فیزیکی مهم   متالوئیدها  شامل موارد زیر است: 
- هدایت الکتریکی: متالوئیدها رسانای الکتریسیته ضعیف‌تری نسبت به فلزات هستند و معمولاً به عنوان نیمه‌رسانا عمل می‌کنند. این بدان معناست که بسته به سطح ناخالصی‌ها یا دما، می‌توانند رسانا یا عایق باشند.
- شکل فیزیکی: متالوئیدها در دمای اتاق به صورت جامد هستند.
- هدایت حرارتی: متالوئیدها گرما را بهتر از نافلزات اما ضعیف‌تر از فلزات هدایت می‌کنند.
- چگالی: چگالی متالوئیدها متفاوت است. به عنوان مثال، چگالی سیلیسیم ۲.۳۳ گرم بر سانتی‌متر مکعب و چگالی آنتیموان ۶.۶۹ گرم بر سانتی‌متر مکعب است.
- سختی: متالوئیدها دارای طیف وسیعی از سختی هستند. به عنوان مثال، آرسنیک سختی ۳.۵ و بور سختی ۹.۳ را در مقیاس موس دارند.
- خواص مکانیکی: متالوئیدها شکل‌پذیری ضعیفی دارند و بسیار شکننده هستند و به همین دلیل در کاربردهای سازه‌ای قابل استفاده نیستند.
- ظاهر فلزی: بیشتر متالوئیدها سطحی براق و بازتابنده دارند، مشابه بسیاری از فلزات.

## کاربردها
شبه‌فلزها می‌توانند در کنار فلزات، آلیاژ تشکیل دهند. شبه‌فلزها علاوه بر تهیهٔ آلیاژ در تهیهٔ عوامل بیولوژیکی، کاتالیزورها، پیشگیرنده‌های شعله، شیشه، ذخیره‌سازی نوری، اپتوالکترونیک، آتشکاری، نیم‌رساناها و الکترونیک استفاده می‌شوند. ویژگی‌های الکتریکی سیلیسیم و ژرمانیوم باعث ایجاد صنایع نیم‌رسانا در دههٔ ۱۹۵۰ و توسعهٔ الکترونیک حالت-جامد از اوایل دههٔ ۱۹۶۰ شد.

### آلیاژ

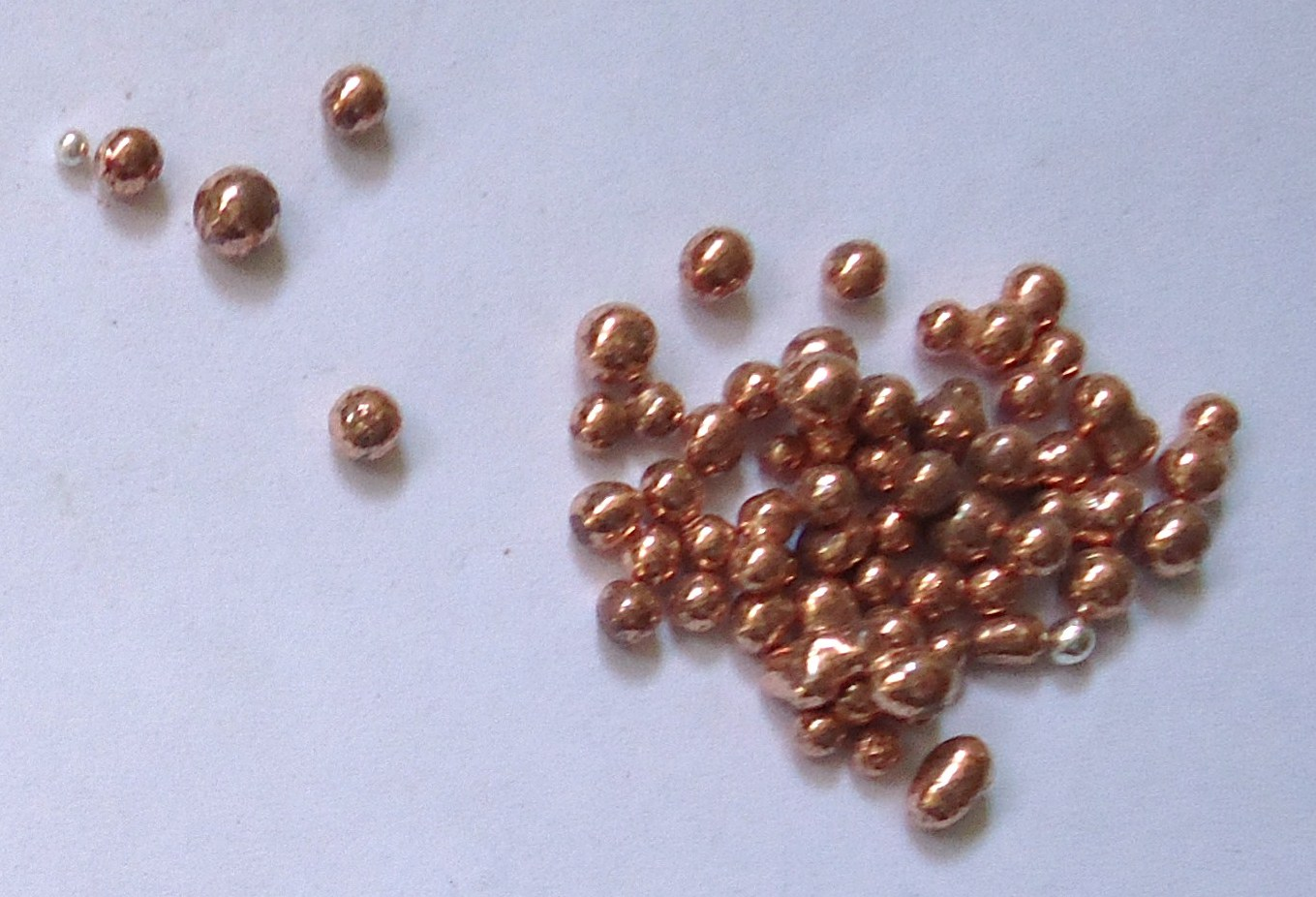
گلوله‌های آلیاژ مس-ژرمانیم، که حاوی حدود ۸۴ درصد مس و ۱۶ درصد ژرمانیم هستند. هنگامی‌که این آلیاژ، با نقره ترکیب شود، نوعی نقرهٔ استرلینگ مقاوم در برابر کدر شدن پدید می‌آید که دو گلوله از آن در این تصویر، نشان داده شده‌است.

آلیاژهای نیکل–بور از مواد تشکیل‌دهندهٔ آلیاژهای جوشکاری و ترکیبات سختکاری پوسته برای صنایع مهندسی هستند. آلیاژهای سیلیسیم با آهن و آلومینیم به‌ترتیب در صنایع فولاد و خودروسازی کاربرد فراوانی دارند. ژرمانیم، آلیاژهای بسیاری را تشکیل می‌دهد که مهم‌ترین آن‌ها در ترکیب با فلزات گروه ۱۱ جدول تناوبی، موسوم به فلزات مسکوک است.
آرسنیک می‌تواند آلیاژهایی با فلزات از جمله پلاتین و مس تشکیل دهد. آرسنیک همچنین به مس و آلیاژهای مس برای بهبود مقاومت در برابر خوردگی اضافه می‌شود و به‌نظر می‌رسد که هرگاه به منیزیم اضافه شود، همین مزیت را دارد. آنتیموان به‌عنوان یک آلیاژساز از جمله با فلزات مسکوک شناخته شده‌است. یکی از آلیاژهای آن، مسوار (آلیاژ مس و قلع با حداکثر ۲۰ درصد آنتیموان) است. تلوریم به‌آسانی با آهن، با عنوان فروتلوریم (۵۰–۵۸٪ تلوریم) و با مس، به‌شکل مس تلوریوم (۴۰–۵۰٪ تلوریم)، آلیاژ می‌شود. فروتلوریم به‌عنوان تثبیت‌کنندهٔ کربن در ریخته‌گری فولاد استفاده می‌شود. از عناصر نافلزی که کمتر به‌عنوان یک شبه‌فلز شناخته می‌شوند، سلنیم - به‌شکل فروسلنیم (۵۰–۵۸٪ سلنیم) - برای بهبود قابلیت ماشین‌کاری فولادهای زنگ‌نزن استفاده می‌شود.

## عناصری که معمولاً شبه‌فلز به‌حساب می‌آیند

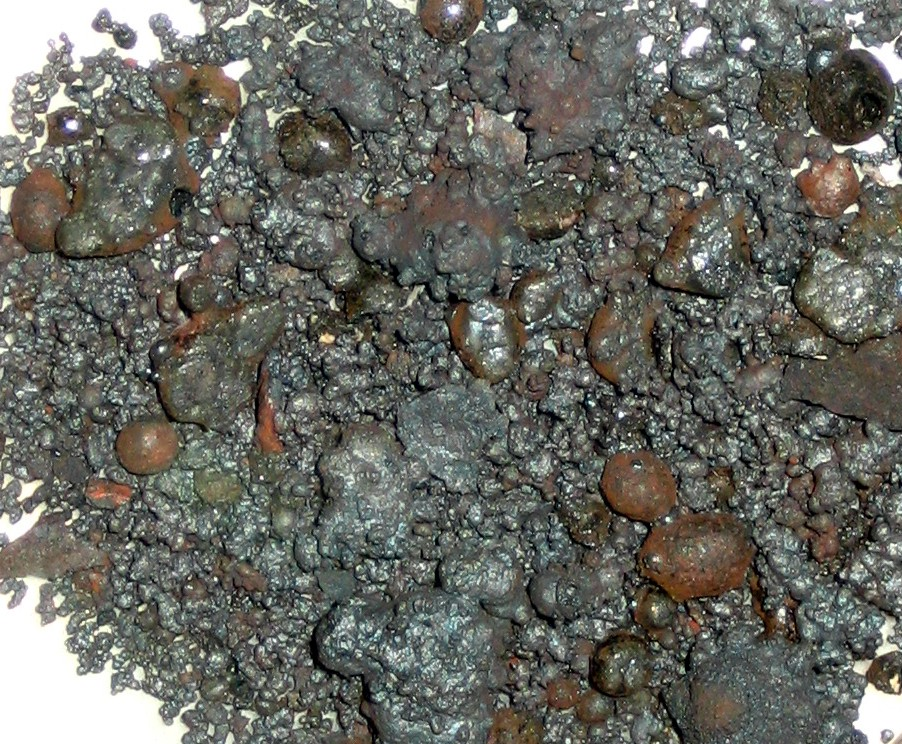
بور

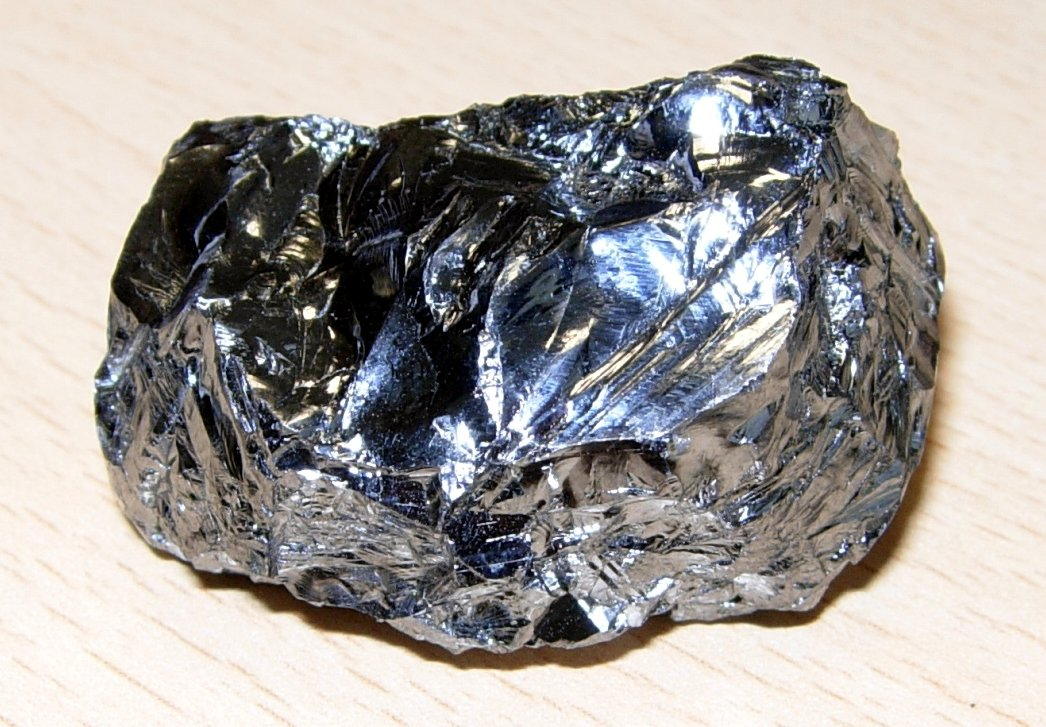
سیلیسیم

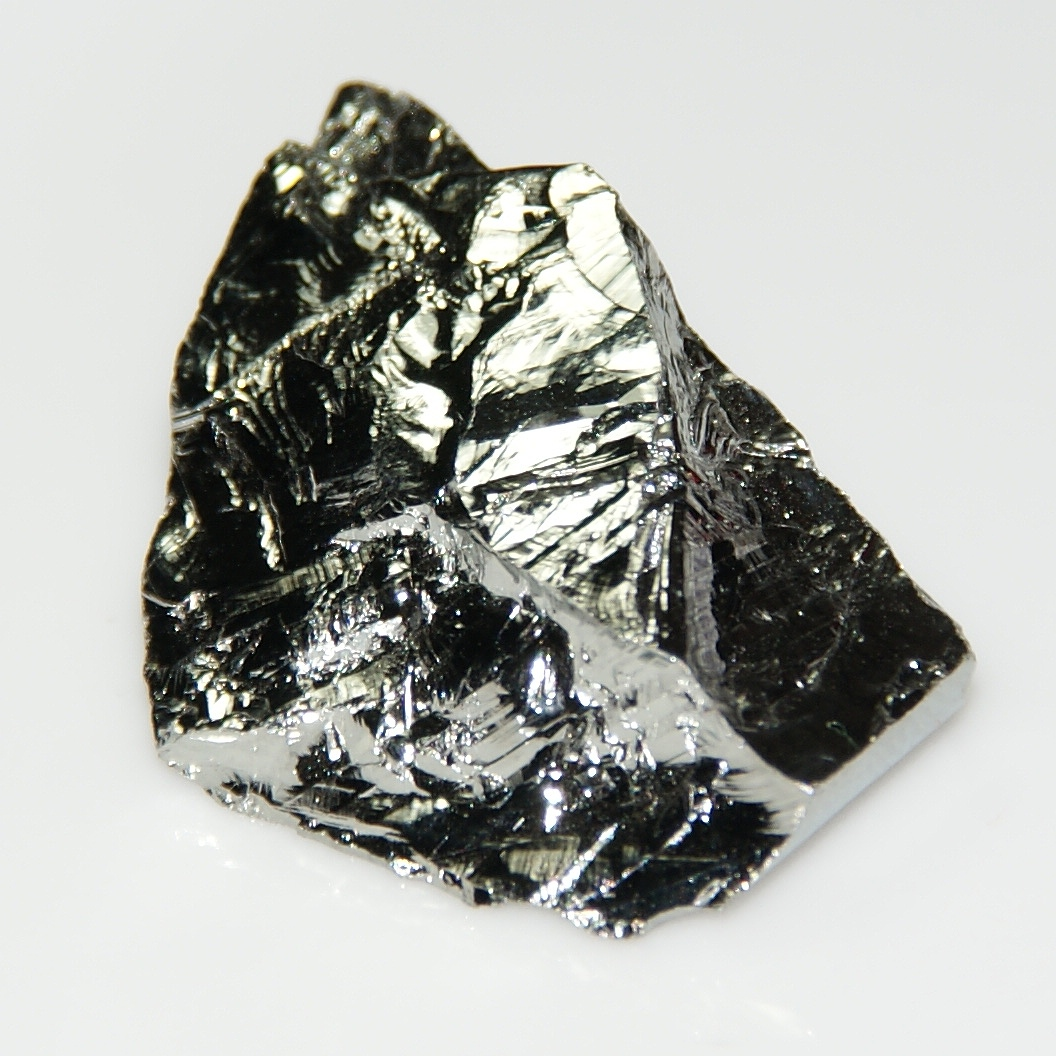
ژرمانیم

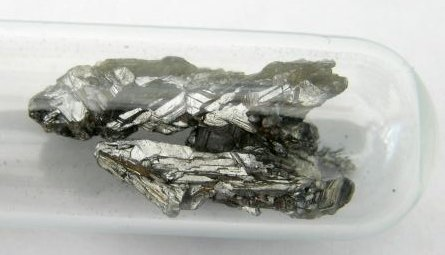
آرسنیک

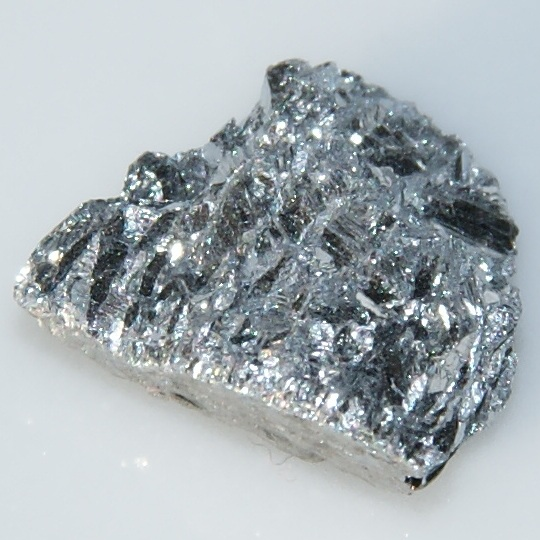
آنتیموان

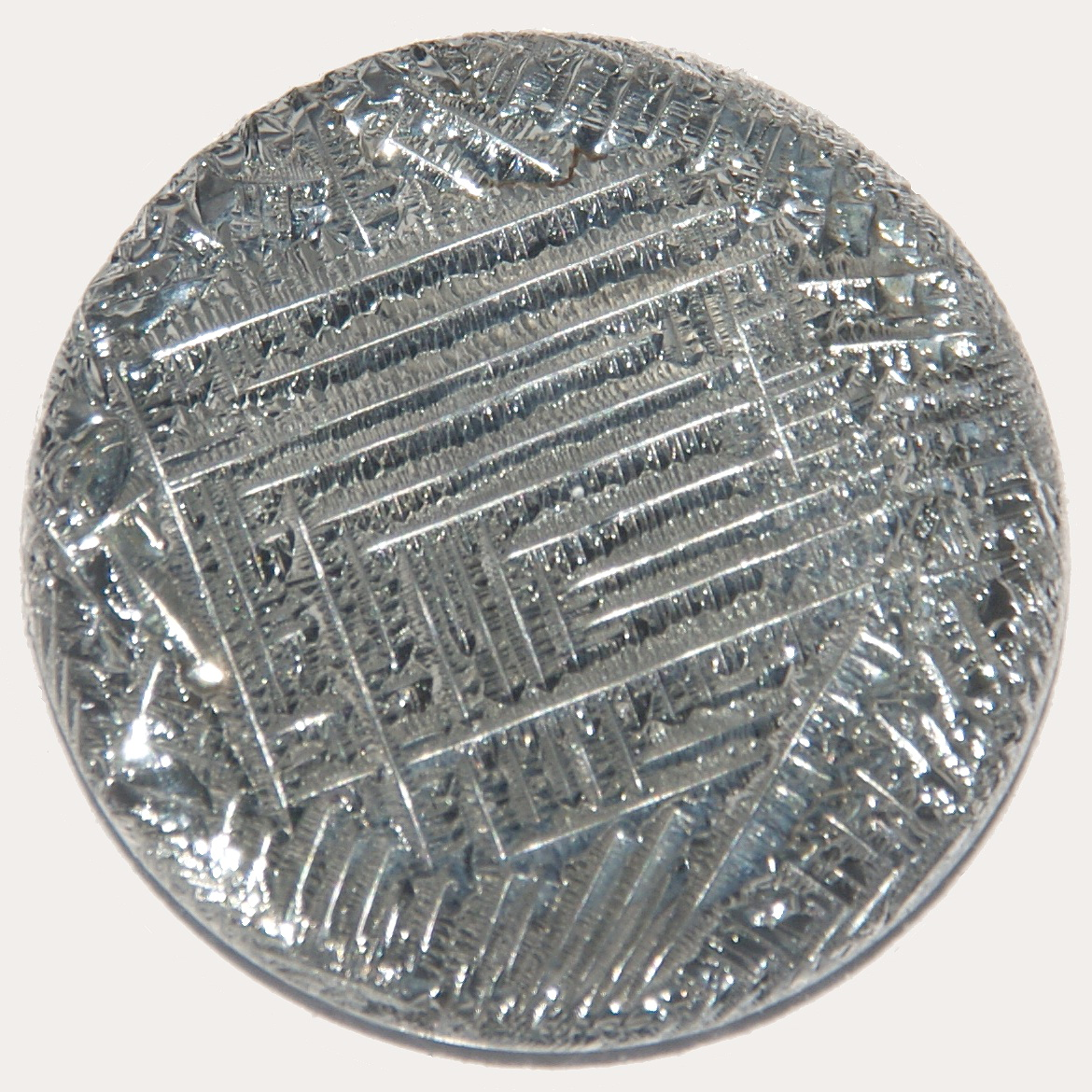
تلوریم

عناصر زیر در دستهٔ شبه‌فلزها جای می‌گیرند:
- بور (B)
- سیلیسیوم (Si)
- ژرمانیوم (Ge)[۱۳][۱۴]
- آرسنیک (As)[۱۵]
- آنتیموان(Sb)[۱۵]
- تلوریم (Te)[۱۵][۱۶]
- پولونیم (Po)[۱۷][۱۸]

### بور
بور (به انگلیسی: Boron) با نماد شیمیایی B نام یک عنصر شمیایی با عدد اتمی ۵ است.

### سیلیسیم
سیلیسیم (به انگلیسی: Silicon) (با سیلیس که دی‌اکسید سیلیسیم است اشتباه نشود) با نماد Si است. عدد اتمی این عنصر ۱۴ است و چهار الکترون در لایهٔ ظرفیت دارد. سیلیسیم، جامد و بلوری است که درخشش فلزی آبی-خاکستری دارد. در اثر ضربه خرد می‌شود و شکننده است.

### ژرمانیم
ژرمانیم سی و دومین عنصر جدول تناوبی است. ژرمانیم یکی از اعضای مهم خانوادهٔ نیمه‌رساناها است و در صنعت نیمه‌رساناها کاربرد فراوان دارد. ژرمانیم با نماد Ge دارای عدد اتمی ۳۲ است.

### آرسنیک
آرسِنیک یا اَرسِنیک که در فارسی به اکسید آن مرگ موش و به سولفید آن زرنیخ گفته می‌شود، عنصری شیمیایی است که در جدول تناوبی با نماد شیمیایی As مشخص شده و دارای عدد اتمی ۳۳ است.

### آنتیموان
آنتیموان (به انگلیسی: Antimony) از عنصرهای شیمیایی جدول تناوبی است. نماد شیمیایی آن Sb و عدد اتمی آن ۵۱ است.

### تلوریم
تلوریم یک جامد درخشان نقره‌ای-سفید است و با نماد Te آن را نشان می‌دهند. تلوریم یا تلور عنصری با عدد اتمی ۵۲ است.

## عناصری که کمتر شبه‌فلز به‌حساب می‌آیند

### استاتین
استاتین به‌عنوان یک هالوژن گاهی در نافلزها طبقه‌بندی می‌شود و ویژگی‌های فلزی قابل توجهی نیز دارد. استاتین گاهی در دسته‌بندی شبه‌فلزها قرار می‌گیرد و به‌ندرت فلز به‌حساب می‌آید.

### سلنیم

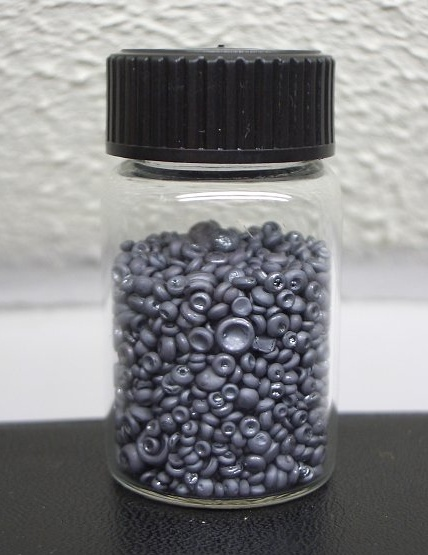
سلنیوم خاکستری، که یک رسانای نوری است و هنگامی که نور بر روی آن تابیده می‌شود، حدود ۱٬۰۰۰ برابر بهتر الکتریسیته را هدایت می‌کند. این ویژگی از اواسط دههٔ ۱۸۷۰ در حسگرهای نوری استفاده می‌شود.

سلنیم رفتاری مرزی بین فلز و شبه‌فلز نشان می‌دهد. این عنصر در منابع شیمی محیط زیست معمولاً به‌عنوان یک شبه‌فلز توصیف می‌شود. سلنیم در محیط آبی، مشابه آرسنیک و آنتیموان حرکت می‌کند. نمک‌های محلول در آب آن، در غلظت‌های بالاتر، ویژگی‌های سم‌شناسی مشابهی با آرسنیک دارند.

### پولونیم
پولونیم از برخی جهات، دارای ویژگی‌های فلزی است. هر دو شکل آلوتروپیک آن، رسانای فلزی و در اسیدها محلول هستند. بسیاری از نمک‌های پولونیم شناسایی شده‌اند.

### کربن

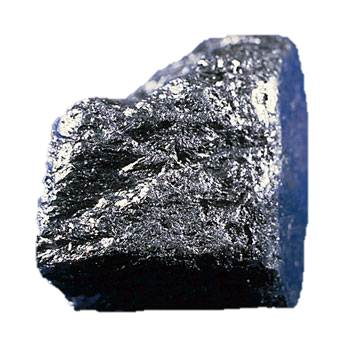
کربن (به‌صورت گرافیت). الکترون‌های ظرفیتی که درون لایه‌های گرافیت قرار دارند، ظاهری فلزی به آن می‌دهند.

کربن معمولاً به‌عنوان یک نافلز طبقه‌بندی می‌شود. اما دارای برخی ویژگی‌های فلزی است و گاهی به‌عنوان یک شبه‌فلز، طبقه‌بندی می‌شود. گرافیت از نظر ترمودینامیکی، پایدارترین آلوتروپ کربن در شرایط محیطی است. ظاهری درخشان دارد و رسانای الکتریکی نسبتاً خوبی است. گرافیت ساختار لایه‌ای دارد. هر لایه از اتم‌های کربن تشکیل شده‌است که به سه اتم کربنِ دیگر، در یک آرایش شبکه‌ای شش‌ضلعی پیوند دارند. لایه‌ها روی هم چیده شده‌اند و توسط نیروهای واندروالسی و الکترون‌های ظرفیتی غیرمکانی‌شده نگه‌داشته می‌شوند.

## ارزش اقتصادی
شبه‌فلزهای شناخته‌شده عمدتاً کمتر از نقره قیمت دارند. تنها پولونیم و استاتین به‌دلیل رادیواکتیویتهٔ قابل‌توجه آن‌ها از طلا گران‌تر هستند. در ۵ آوریل ۲۰۱۴، قیمت مقادیر اندک (تا ۱۰۰ گرم) سیلیسیم، آنتیموان، تلوریم و گرافیت، آلومینیم و سلنیم، به‌طور میانگین، حدود یک سوم قیمت نقره (۱٫۵ دلار آمریکا برای هر گرم یا حدود ۴۵۵ دلار برای هر اونس) بود. قیمت بور، ژرمانیم و آرسنیک به‌طور میانگین، حدود سه و نیم برابر قیمت نقره است. پولونیم با قیمت حدود ۱۰۰ دلار در هر میکروگرم در دسترس است.